# Марко Василь Петрович
Марко Василь Петрович (нар. 6 січня 1936, Руське Поле, Закарпатська область — пом. 12 червня 2015, Кіровоград) — український літературознавець, критик, доктор філологічних наук, професор кафедри української літератури Центральноукраїнського державного педагогічного університету імені Володимира Винниченка.

## Біографічні відомості
Народився 6 січня 1936 року в селі Руське Поле на Закарпатті. Після закінчення школи навчається у Хустському педагогічному училищі. У 1954 році вступає до Ужгородського державного університету. У 1960-х роках спочатку працює директором Дулівської восьмирічної школи Тячівського району, а згодом — заступником директора Тячівської районної заочної середньої школи. У 1975 році доля закидає Василя Петровича на Кіровоградщину. Працював у Кіровоградському державному педагогічному інституті імені О. С. Пушкіна (нинішній ЦДПУ ім. В. Винниченка), спочатку старшим викладачем кафедри української літератури, згодом — доцентом, професором.
У 2015 році пішов на заслужену пенсію.

## Наукові праці
Автор понад 350 наукових праць з історії української літератури, теорії літератури, методики викладання літератури в загальноосвітній і вищій школах, серед них:
- Марко В. П. Художній світ Михайла Стельмаха / Марко В. П. — К. : Знання, 1982.[1]
- Марко В. П. У вимірах стилю: літ.-крит. нарис. / Марко В. П. — К. : Дніпро, 1984. — 118 с.[1]
- Марко В. П. Окрилені ідеалом. Образ позитивного героя в радянській прозі 70-80-х років / Марко В. П. — К. : Знання, 1985.[2]
- Марко В. П. Основа творчих шукань. Художня концепція людини в сучасній українській радянській літературі. — К.: Вища школа, 1987. — 165 с.[3]
- Марко, Василь Петрович. Анатолій Мороз: нарис творчості / В. Марко. — К. : Рад. письменник, 1988. — 207 с.[4]
- Марко В. П. Стежки до таїни слова: літературознавчі й методичні студії/ В. П. Марко. — Кіровоград: Степ, 2007. — 264 с.[5]
- Марко В. П. Аналіз художнього твору: навч.посібник / Василь Петрович Марко. — К.: Академвидав, 2013. — 280 с.

## Нагороди
У 2007 році Василь Петрович Марко удостоєний обласної літературної премії імені Євгенія Маланюка за книгу «Стежками таїни слова», в номінації «Літературознавство та публіцистика».